# 渡邉有優美

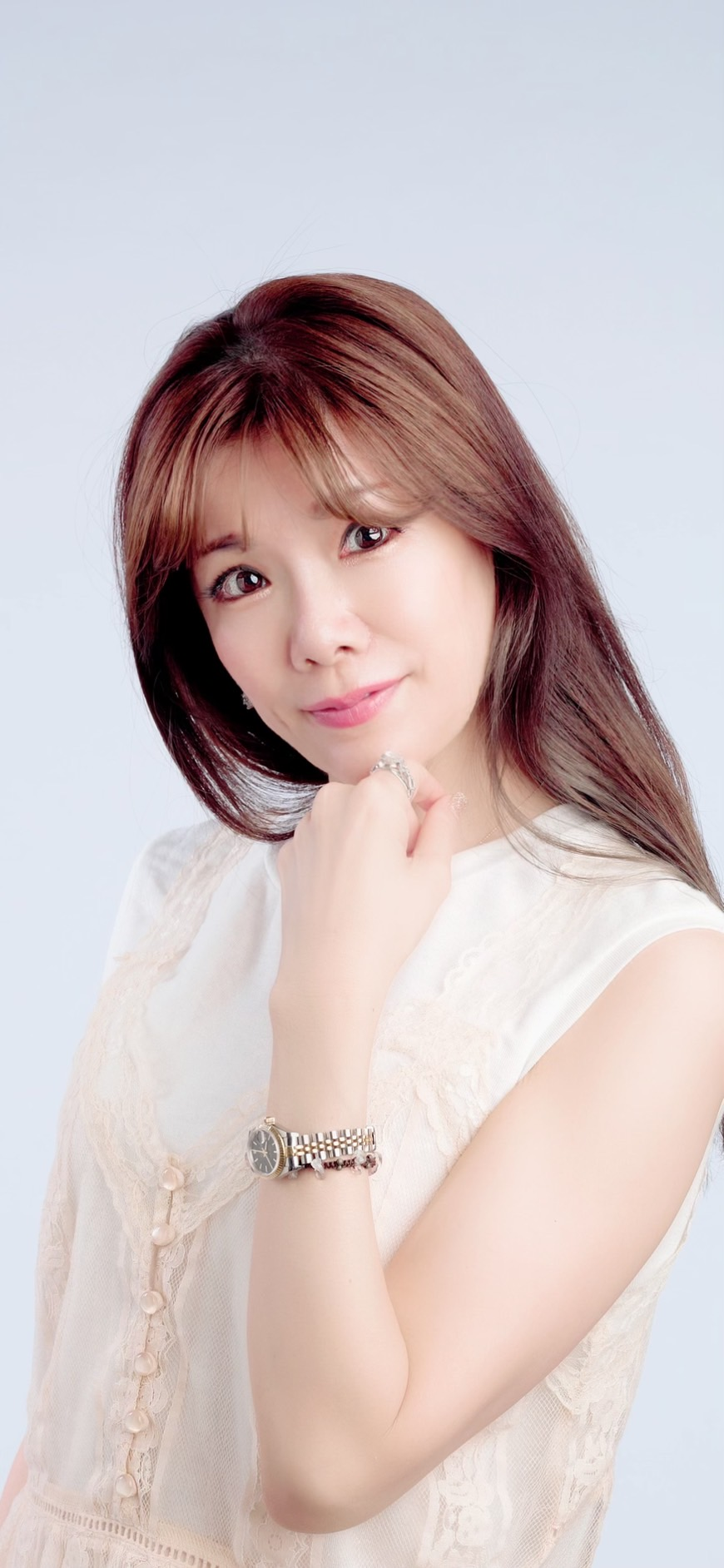

渡邉 有優美（ワタナベ アユミ）は、ARN GROBAL co.,ltd CEO 日本二社の代表取締役 Tiktok フォロワー22万人 SNS総フォロワー28万人開脚開運®の女王。２０２２年５月5日１時間5分１８秒に亀のポーズでギネス世界記録達成。著者。
ギネス世界記録保持者。講演家。Aon Jasmineオーナー。著者。

## 経歴

### 出身
東京都練馬区生まれ。千葉育ち。2011年から海外在住

### ヨガインストラクター時代
A-1笹塚スポーツジムで芸能人、タレント、モデルをヨガ指導。震災を期にタイに移住。そして独立。

### オンラインビジネススクール
１８年間ヨガインストラクターとして活動しオンラインヨガスクールをスタートする。ヨガインストラクターを育成する中でインターネットを使ったビジネスのやり方を副業したい女性へ教えるオンラインビジネススクールを営む。

### ギネス世界記録挑戦
- ギネス世界記録の「亀のポーズ」で世界記録を保持している。[6]

### １日１分体操
1日１分体操 でSNS上でバズり、フォロワーが２８万人 まで増え、秀和システムで商業出版。

### コラボ
1. １２０㎏の男がヨガをやった結果！(デカキン、MEGWIN、ダイエット、タイ)
2. 【放送事故】デカキンがタイのラジオで無意識に放送事故してみた！
3. 【地獄の４分間】デカキンが起こした放送事故ノーカット版（タイのラジオ）【デカとも番外編】

## 書籍

### 著書
- 「マントラの秘密 (Ayumi BOOKS) 」（2021/8/1、(Ayumi BOOKS)、ASIN B09BNW1PGN）
- 『機械音痴でもわかるChatGPT入門　: ギネス世界記録認定IT音痴がChatGPTで大変身した方法』（2023/3/16、(Ayumi BOOKS、ASIN B0BYSL5K55）
- 「インスタフォロワー6,000人で売上アップした方法 (Ayumi BOOKS)」　(2021/7/5、(Ayumi BOOKS)、ASIN B098R5PV8L )
- 「PDCAを回して結果を出す！　X集客・運用マニュアル」（つた書房 ）(2024/5/27) ISBN 4905084768
- 「体も心も若返る1分体操」単行本（ソフトカバー） – 2024/12/24 ISBN  4798073784